# Scleronycteris ega
Genre
Espèce
Statut de conservation UICN

 DD  : Données insuffisantes
Scleronycteris ega est une espèce de mammifères chiroptères (chauves-souris) de la famille des Phyllostomidae. Elle est la seule espèce du genre Scleronycteris. Elle est présente au Venezuela et au Brésil.